# Чемпіонат УРСР із шахів 1976 (жінки)
36-й чемпіонат України із шахів серед жінок, що проходив з 5 по 12 травня 1976 року в Одесі .

## Загальна інформація
Головний суддя — Л.Островський (міжнародна категорія, Київ).
Змагання проводилися за швейцарською системою у 8 турів за участі 30 шахісток.
За відсутності Марти Літинської (у якої недавно народилася донька Оксана) і Лідії Семенової, в цьому турнірі найіменитішими учасницями були Лідія Муленко і міжнародний майстер Ольга Андреєва. Остання виявилася не в формі. Тож і відіграв вирішальну роль клас і досвід запорізької шахістки.
У кожного спортсмена є своє щасливе місто, для мене це Одеса, — зауважила Лідія Муленко після закінчення турніру. — Адже саме тут я три роки тому в розіграші Кубку СРСР стала майстром спорту, наступного року виграла першість України, а тепер здобула титул чемпіонки республіки вдруге. Та чесно скажу, що зараз повного задоволення не відчуваю. Вісім турів за швейцарською системою — надто коротка дистанція при такій чималій кількості учасниць. Група лідерів тільки-но почала викристалізовуватися, а турнір уже закінчився. Тож і не залишає мене відчуття, що я тепер просто витягнула щасливий номер у лотереї…
Чи в цьому права чемпіонка? Це тема для окремої розмови. В усякому разі її новий успіх здається цілком закономірним ("Шахівниця"  № 5, травень 1976 року).
Зі 120 зіграних на турнірі партій — 87 закінчилися перемогою однієї зі сторін (72,5 %), внічию завершилися 33 партії.

## Підсумкова таблиця
| Місце  | Шахістка                          | Місто             | Звання (розряд) |  | + | = | − | Очки | Дод1 |
| ------ | --------------------------------- | ----------------- | --------------- |  | - | - | - | ---- | ---- |
| Gold   | Лідія Муленко                     | Запоріжжя         | мс              |  | 5 | 3 | 0 | 6½   |      |
| Silver | Олена Єліна                       | Дніпропетровськ   | кмс             |  | 4 | 4 | 0 | 6    |      |
| Bronze | Анна Дудкова                      | Харків            | кмс             |  | 4 | 3 | 1 | 5½   | 36,0 |
| 4      | Наталія Гасюнас                   | Житомир           | кмс             |  | 3 | 5 | 0 | 5½   | 32,0 |
| 5      | Ірина Острій                      | Київ              | кмс             |  | 3 | 4 | 1 | 5    | 37,0 |
| 6      | Ірина Розенцвайг                  | Львів             | кмс             |  | 2 | 6 | 0 | 5    | 36,5 |
| 7      | Зоя Матюшина                      | Донецьк           | кмс             |  | 4 | 2 | 2 | 5    | 33,0 |
| 8      | Алла Іванченко                    | Харків            | 1               |  | 4 | 2 | 2 | 5    | 30,5 |
| 9—15   | Вікторія Артамонова               | Київ              | 1               |  | 4 | 1 | 3 | 4½   |      |
| 9—15   | А. Аронова                        | Київ              | 1               |  | 4 | 1 | 3 | 4½   |      |
| 9—15   | Любов Ідельчик                    | Харків            | мс              |  | 4 | 1 | 3 | 4½   |      |
| 9—15   | Людмила Куликова (Асланян)        | Дніпропетровськ   | кмс             |  | 3 | 3 | 2 | 4½   |      |
| 9—15   | Тетяна Морозова                   | Одеса             | кмс             |  | 3 | 3 | 2 | 4½   |      |
| 9—15   | Марина Нижегородова               | Житомир           | 1               |  | 3 | 3 | 2 | 4½   |      |
| 9—15   | Любов Лисенко (Жильцова)          | Черкаська область | кмс             |  | 3 | 3 | 2 | 4½   |      |
| 16—18  | Світлана Ігнатченко               | Запоріжжя         | кмс             |  | 4 | 0 | 4 | 4    |      |
| 16—18  | Ольга Камінних                    | Київ              | 1               |  | 4 | 0 | 4 | 4    |      |
| 16—18  | Лариса Мучник                     | Житомир           | кмс             |  | 3 | 2 | 3 | 4    |      |
| 19—22  | Ольга Андреєва                    | Харків            | мм              |  | 2 | 3 | 3 | 3½   |      |
| 19—22  | Е. Максимова                      | Сімферополь       | 1               |  | 3 | 1 | 4 | 3½   |      |
| 19—22  | Раїса Фрумкіна                    | Одеса             | 1               |  | 3 | 1 | 4 | 3½   |      |
| 19—22  | Регіна Шинкаревська (Ягнятинська) | Одеса             | кмс             |  | 1 | 5 | 2 | 3½   |      |
| 23—26  | Г. Альтшуль                       | Херсон            | 1               |  | 3 | 0 | 5 | 3    |      |
| 23—26  | Л. Васильєва                      | Одеса             | 1               |  | 2 | 2 | 4 | 3    |      |
| 23—26  | Фаїна Гершман                     | Кіровоград        | кмс             |  | 3 | 0 | 5 | 3    |      |
| 23—26  | С. Моргенштерн                    | Чернівці          | 1               |  | 2 | 2 | 4 | 3    |      |
| 27—28  | Наталя Жуніна                     | Донецьк           | кмс             |  | 2 | 1 | 5 | 2½   |      |
| 27—28  | М. Янова                          | Суми              | 1               |  | 2 | 1 | 5 | 2½   |      |
| 29—30  | Ніна Адлер                        | Івано-Франківськ  | 1               |  | 0 | 2 | 6 | 1    |      |
| 29—30  | Т. Самородова                     | Ворошиловград     | 1               |  | 0 | 2 | 6 | 1    |      |